# Белокрылый болотный тиранн
Белокрылый болотный тиранн (лат. Knipolegus aterrimus) — вид птиц из семейства тиранновых. Knipolegus franciscanus часто считают его подвидом.

## Распространение
Обитают в Аргентине, Боливии, Чили, Парагвае, Перу и Уругвае. Естественной средой обитания являются субтропические и тропические влажные горные леса, аналогичные влажные кустарники, а также бывшие и сведенные леса. Обычно птицы держатся на высотах от 1500 до 3000 м, но в Аргентине встречаются и на уровне моря.
МСОП присвоил виду охранный статус LC.